# الخربة (الملاح)

تعديل مصدري - تعديل

الخربة هي إحدى قرى عزلة الملاح بمديرية الملاح التابعة لمحافظة لحج، بلغ تعداد سكانها 365 نسمة حسب تعداد اليمن لعام 2004.